# Frank Edvard Sve

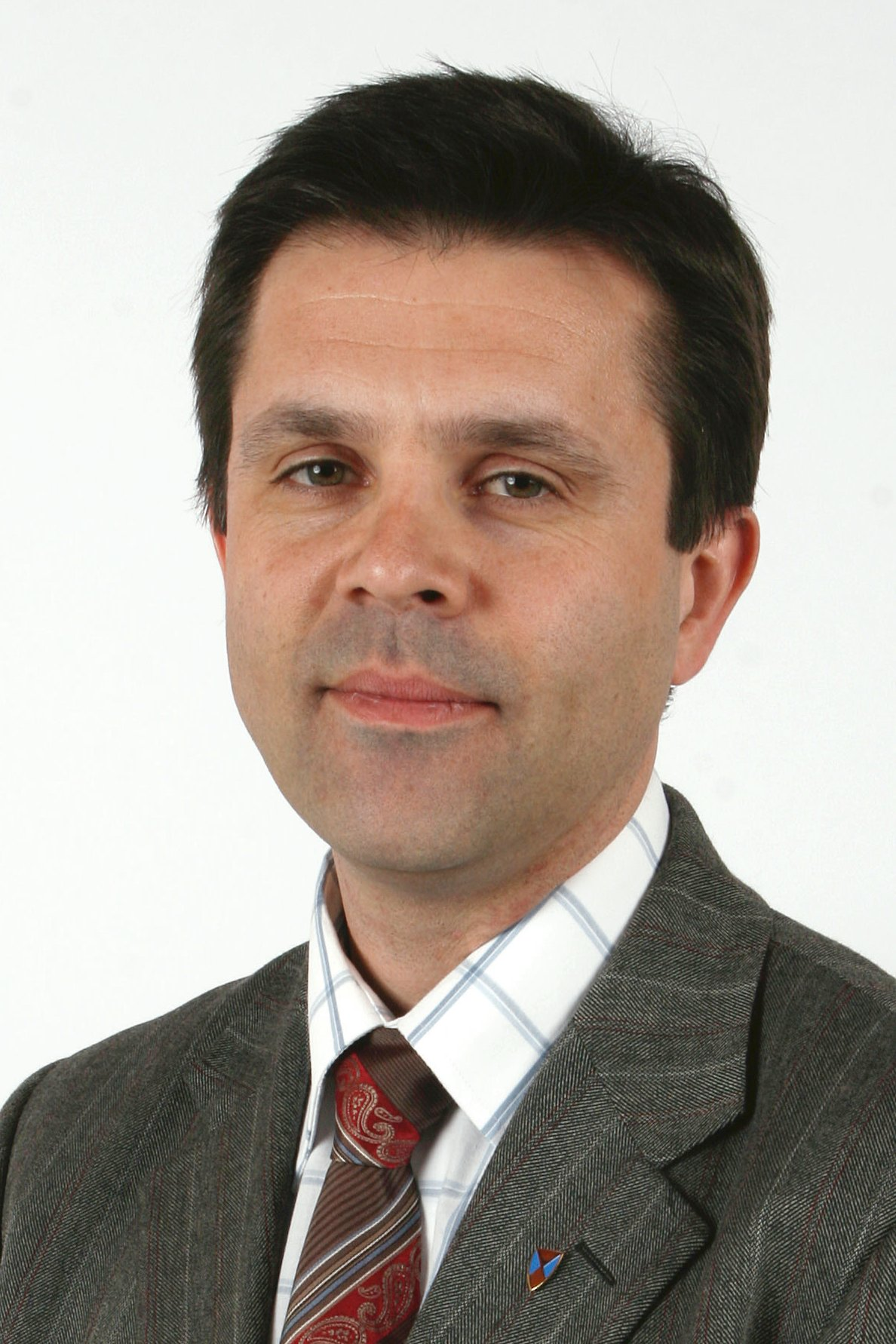
Frank Edvard Sve, 2007

Frank Edvard Sve (* 18. Februar 1968) ist ein norwegischer Politiker der rechten Fremskrittspartiet (FrP). Seit 2021 ist er Abgeordneter im Storting.

## Leben
Sve stammt aus der Kommune Stranda, wo er von 1999 bis 2011 im Kommunalparlament saß. Dabei fungierte er zwischen 2003 und 2011 als Bürgermeister der Kommune. Im Jahr 2003 zog er zudem erstmals in das Fylkesting von Møre og Romsdal ein. In den Jahren von 2004 bis 2010 stand er der Fremskrittspartiet in Møre og Romsdal vor, 2014 wurde er erneut dortiger Vorsitzender.
Er zog bei der Parlamentswahl 2021 erstmals in das norwegische Nationalparlament Storting ein. Dort vertritt er den Wahlkreis Møre og Romsdal und wurde Mitglied im Energie- und Umweltausschuss. Im Februar 2022 wechselte er in den Transport- und Kommunikationsausschuss, dessen erster stellvertretender Vorsitzender er im März 2022 wurde.

## Positionen
Im Juli 2019 schrieb Sve einen Beitrag in der Zeitung Sunnmørsposten, in dem er die Politik des damaligen Klima- und Umweltministers Ola Elvestuen als „Klimahysterie“ bezeichnete. Kurz nach seinem Einzug in das Storting erklärte er im Oktober 2021, dass er im Gegensatz zu seiner Partei keine Notwendigkeit darin sehe, die Treibhausgase – wie im Übereinkommen von Paris vereinbart – bis 2030 um 55 Prozent zu senken.